# Fomitella
Fomitella is een geslacht van schimmels behorend tot de familie Fomitopsidaceae. De typesoort is Fomitella supina.

## Soorten
Volgens Index Fungorum telt het geslacht twee soorten (peildatum maart 2023):
| Soortnaam            | Auteur(s)                  | Publicatiejaar |
| -------------------- | -------------------------- | -------------- |
| Fomitella malaysiana | (Corner) T. Hatt. & Sotome | 2013           |
| Fomitella supina     | (Sw.) Murrill              | 1905           |